# Матїів Володимир Михайлович
Матїів Володимир Михайлович (7 жовтня 1939, с. Нижня Рожанка Сколівського району, Львівської області - 16 липня 1985, Ужгород) - український поет, журналіст. Член Національної спілки письменників України (1984).

## Життєпис
Народився поет 7 жовтня 1939 року в селянській сім’ї, рано осиротів – отже, дитинство і юність були окрадені. Але все ж закінчив семирічну школу в Рожанці, десятирічну - в Славську. Згодом музичне училище в Дрогобичі по класу тромбон (1961) та факультет журналістики у Львівському державному університеті (1972).
1965-1970 роки - працював у редакції старокостянтинівської районної газети "Світло Жовтня" та чернігівській молодіжній газеті "Комсомольський гарт". 1970-1977 роки - завідувач відділк обласної газети "Молодь Закарпаття". 1978-1985 - головний редактор Закарпатського обласного радіомовлення та телебачення (Ужгород).

## Творчість
Друкував молодий поет свої вірші у місцевих та республіканських газетах, гарну добірку було вміщено в альманаху «Перевал» у 1973 році. Та найціннішими у його поетичному доробку є збірки «Зблиски ватри» (1978), «Крапля живиці» (1982) і «Ялинні плеса» (1986), видані Ужгородським видавництвом «Карпати». 
З його поезій постає перед нами постать людини, закоханої у високі Карпати, у рідне село, у славну історії Бойківщини. Це особливо яскраво розкривається у збірці «Крапля живиці». Один з циклів під назвою «Бойківщина» складається всього з восьми віршів, але охоплює широкий діапазон подій і тем. Ось назви цих поезій: «Ім’я твоє», «Родовід», «Балада 1594 року», «Монолог опришка», «Месть верховинця», «Балада 1920 року», «Відступ з необхідності», «Отча вись».